# Trofaiach
Trofaiach är en stadskommun i förbundslandet Steiermark i Österrike. Den ligger i distriktet Leoben. 
Kommunen har 11 007 invånare (2024) och består av 19 orter (Ortschaften) (inom parentes invånarantal 1 januari 2024):

- Edling (381)
- Gai (69)
- Gausendorf (215)
- Gimplach (255)
- Gößgraben (53)
- Hafning (495)
- Krumpen (61)
- Kurzheim (114)
- Laintal (594)
- Oberdorf (25)
- Putzenberg (65)
- Rötz (334)
- Schardorf (277)
- Treffning (100)
- Trofaiach (7 575)
- Töllach (18)
- Untergimplach (148)
- Unterkurzheim (59)
- Windischbühel (169)